# Piper acutiusculum
Piper acutiusculum är en pepparväxtart som beskrevs av C. Dc.. Piper acutiusculum ingår i släktet Piper och familjen pepparväxter. Inga underarter finns listade i Catalogue of Life.